# ماركو كراسيتش
ماركو كراسيتش هو لاعب كرة قدم صربي في مركز الوسط، ولد في 1 ديسمبر 1985 في كراغوييفاتس في صربيا. لعب مع نادي آريما كرونوس ونادي العقبان البيضاء الصربية ونادي سيتيزن ونادي ميتالاك.

## وصلات خارجية
- ماركو كراسيتش على موقع قاعدة بيانات كرة القدم.إي يو (الإنجليزية)
- ماركو كراسيتش على موقع Soccerway.com (الإنجليزية)
- ماركو كراسيتش على موقع عالم كرة القدم.نت (الإنجليزية)